# Arend van Dam (tekenaar)
Arend van Dam (Vlaardingen, 10 januari 1945) is een Nederlands (politiek) tekenaar, die woont en werkt in Landsmeer. Hij tekent zowel politieke spotprenten als cartoons en illustraties over zaken uit het dagelijks leven.

## Levensloop
Tijdens zijn studie psychologie aan de Vrije Universiteit in Amsterdam besloot hij cartoonist te worden. Hij heeft onder andere getekend voor Hervormd Nederland, Centraal Weekblad, de Tijd, het Financieele Dagblad, het Agrarisch Dagblad en vele vakbladen uit het bedrijfsleven. Behalve tijdschriften illustreert hij ook geregeld boeken en websites.
Met zijn cartoons won Arend van Dam een aantal internationale prijzen, waaronder de "Gouden Dadel" in 1972 in de "Salone Internazionale dell’Umorismo" in Bordighera (Italië) en de prijs van het Ministerie van Rijkswaterstaat in 1994 tijdens het negende Nederlandse Cartoonfestival in Eindhoven.
Naast zijn werk als politiek tekenaar gaf Arend van Dam jarenlang college op de afdeling arbeids- en organisatiepsychologie van de VU. Hij woont en werkt in Landsmeer.
In 2015 won hij de “Junior InktSpot Prijs” (PersMuseum, Amsterdam) met een cartoon over de Russische ‘hybride oorlog’ in Oekraïne.

## Werk
Arend van Dam maakt “cartoons” (of cartoon-achtige illustraties) voor een groot aantal vakbladen (en websites) over alle mogelijke (vaak specialistische) onderwerpen en ook voor allerlei boeken. Daarbij maakt hij “politieke tekeningen” over onderwerpen als: nationale en wereld-politiek, economie, milieu, mensenrechten, samenleving, enz.
Zijn politieke tekeningen verschijnen/verschenen o.a. in Weekblad De Tijd, Hervormd Nederland, Nieuwe Revu, Financieel Dagblad, Agrarisch Dagblad, Centraal Weekblad, Bestuursforum, NRC Handelsblad, De Volkskrant, Nieuw Israelitisch Weekblad, Tribune. 
In het buitenland o.m. in de NYTimes (USA) en Courrier International (Frankrijk). 
Hij tekent met Oost-Indische inkt op papier (na een potloodschets of rechtstreeks) en maakt er daarna op de computer digitale fullcolor versies van die ook meestal in kleur worden gepubliceerd.
Met zijn werk won hij een paar internationale prijzen: de “Gouden Dadel” in Bordighers (Italië) met een cartoon over ‘energiecrisis’ en een 4e prijs in Montréal (Canada) met een cartoonstrip over ‘automatisering’.
Jaarlijks worden een aantal van zijn tekeningen tentoongesteld op de “World Press Cartoon” in Lissabon (Portugal), op de “Muestra Internacional de Humor Gráfico” in Alcalá/Madrid (Spanje) en op de expositie “Politiek in Prent” in Nieuwspoort (Den Haag)(daarna op diverse plaatsen in Nederland).

## Trivia
Voor zijn naamgenoot en schrijver Arend van Dam heeft hij de illustraties gedaan voor 4 kinderboeken. De schrijver zelf zegt niet goed genoeg te tekenen om zelf de illustraties van zijn boeken te doen. De tekenaar is tevens de achter-achterneef van de schrijver.